# Indigene Reiterkulturen Südamerikas

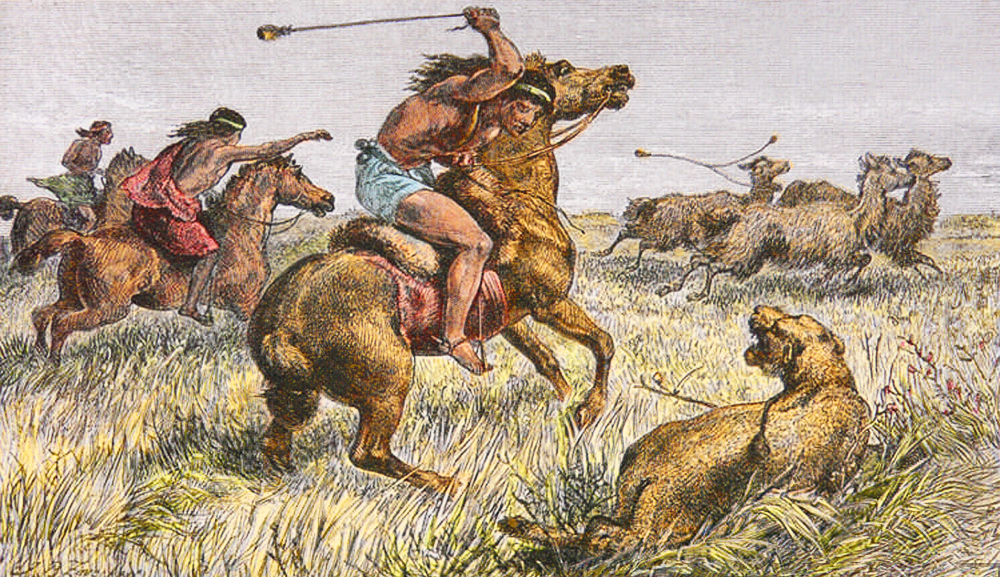
Tehuelche-Indianer aus Patagonien auf der Jagd zu Pferd mit Bola-„Schleuderkugeln“

Die indigenen Reiterkulturen Südamerikas waren eingeborene Gesellschaften in bestimmten südamerikanischen Kulturarealen, deren Lebensweise sich zwischen der Mitte des 16. bis zum Ende des 18. Jahrhunderts durch die Übernahme des von den Spaniern eingeführten Pferdes stark veränderte und durch die Pferdehaltung und -nutzung geprägt wurde.
Zu den Reiterkulturen gehören besonders Völker im Südkegel des Kontinents (Araukanien und Patagonien im mittleren Süden Chiles beziehungsweise Argentiniens sowie im Gran Chaco), die Charrúa in Uruguay und im Süden Brasiliens sowie verschiedene Völker der Zirkumkaribik im Norden des Kontinents, die sich mit Hilfe des Pferdes in den karibischen Steppen und tropischen Savannen Kolumbiens und Venezuelas ausbreiteten.

## Grundzüge
Sehr früh erbeuteten die Mapuche im Arauko-Krieg in Chile Pferde von den spanischen Soldaten und erlernten sehr rasch deren Haltung und Nutzung im Kampf. Schon in den 1550er Jahren waren die berühmten Kriegshäuptlinge Lautaro und Caupolicán beritten. Hier führte die Übernahme des Pferdes zu einem gewissen Ausgleich des Kräfteverhältnisses: Berittene Araukaner waren den (zudem zahlenmäßig oft unterlegenen) spanischen Gegnern in der häufig unwegsamen und für große Schlachtenmanöver ungeeigneten Landschaft praktisch ebenbürtig. Die Mapuche entwickelten eine beinahe mystische Beziehung zu ihren Pferden und gaben ihnen religiöse Bedeutung.
Der wesentliche Antrieb für die Entstehung der Reiterkulturen in den großen südamerikanischen Ebenen auf der Ostseite der Anden war die Verfügbarkeit verwilderter Rinder und Pferde – der sogenannten „Cimarrones“. Die Spanier legten offenbar weniger Wert auf die Kontrolle ihrer Pferdebestände als die Angloamerikaner, und auch das Rind wurde wesentlich früher eingeführt als in Nordamerika, so dass es für die Indigenen in den meisten Regionen einfach war, in den Besitz der Tiere zu gelangen.
Bisweilen schlossen sich den Reitervölkern Mestizen, entlaufene schwarzafrikanische Sklaven oder Europäer an, die aus verschiedenen Gründen den Kontakt zur spanischen Obrigkeit mieden. Darüber hinaus wurden häufig gefangene Frauen und Kinder in die Stämme integriert. Dies trug ebenfalls zum Kulturaustausch bei und vermittelte den Indianern relevante Fertigkeiten und Informationen. In Argentinien hatten die indianischen Reitervölker große Bedeutung für die unter ihrem Einfluss entstandene Kultur der Gauchos.
Eine Sonderentwicklung nahm der Gran Chaco im Norden Argentiniens, wo es vor allem in der südlichen Hälfte zur Übernahme des Pferdes kam. Im Chaco wird die Vegetation nach Norden hin immer dichter, so dass Pferde hier keine Vorteile bei der Jagd mehr boten. Der Hauptnutzen des Pferdes lag daher ähnlich wie in der Anfangszeit in Chile in seinem Einsatz für Kriegszwecke. Dennoch fällt im Vergleich gerade die Chaco-Region durch die besonders große Vielfalt der Entwicklungsstrategien auf, die von unterschiedlichen Völkern mit der Haltung des Pferdes verbunden wurden: Die Existenzmöglichkeiten als Pferdehalter reichten vom gefürchteten Räuber über den Viehzüchter bis zum erfolgreichen Händler.
Unterschiedliche Reaktionen auf die Anwesenheit des Pferdes lassen sich auch im Norden des Kontinents in den Trockensavannen am Rand des karibischen Beckens beobachten. Hier gelang es den Wayuu (span. Guajiro), die im halbtrockenen Klima der Guajira-Halbinsel beheimatet waren, sich durch Übernahme des Pferdes und der damit verbundenen Wirtschaftsweisen zu einer hochmobilen und effizienten Händler- und Schmugglernation zu entwickeln, die sich ihre Unabhängigkeit bis über das Ende der spanischen Kolonialzeit hinaus bewahren konnte. Die in den südlicher gelegenen Ebenen Großkolumbiens beheimateten Völker nutzten das Pferd dagegen weit weniger, obwohl die Voraussetzungen dazu grundsätzlich auch hier gegeben waren.
Während die fortschreitende Übernahme des Pferdes durch native Völker in Nordamerika – insbesondere bei den Prärieindianern – ausgiebig untersucht wurde, war der Forschungsstand für die indigenen Reiterkulturen Südamerikas lange nur dürftig.

## Einzelne Lebensräume

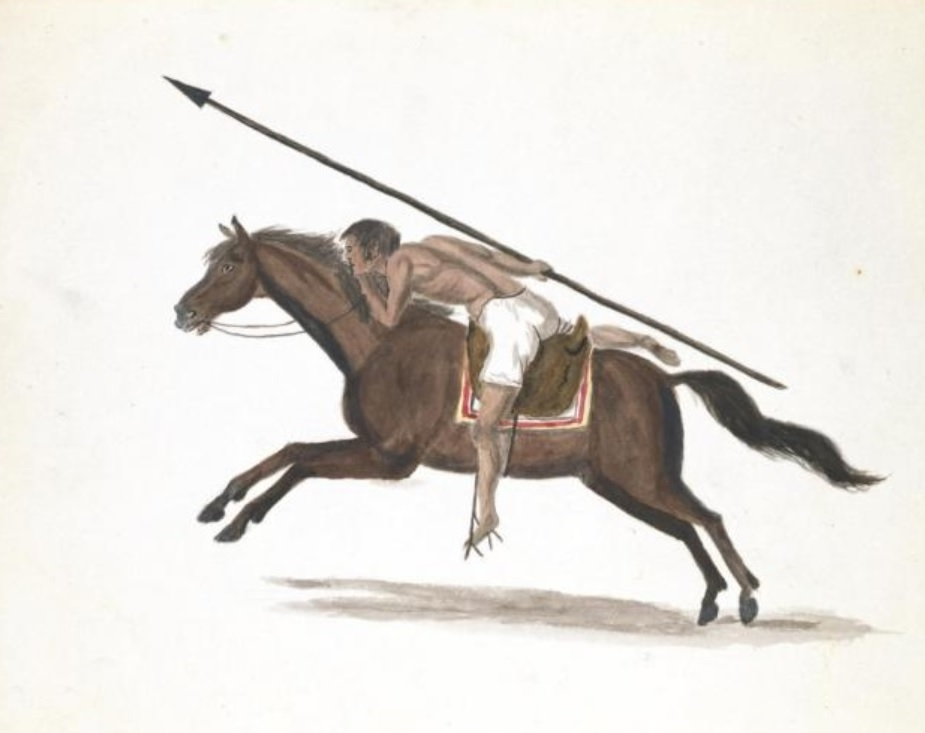
Reiterkrieger (Llanero), wie sie bis Mitte 19. Jh. in den trockenen Ebenen der Guajira-Halbinsel in Kolumbien und Venezuela lebten

### „Pferde- und Fuß-Indianer“ im Chaco
Im Norden Argentiniens entstanden – ausgehend von Asunción (heute Paraguay) – bereits zur Mitte des 16. Jahrhunderts verschiedene spanische Ansiedlungen, von denen aus die Kolonisten in den Trockensteppen der nördlichen Pampa und den lichten tropischen Trockenwäldern des südlichen Gran Chaco Viehzucht betrieben. Dabei entliefen immer wieder Tiere, die sich die dortigen Indianerstämme schnell zu Nutze machten.

#### Süd-Chaco
Von vornherein spielte im Chaco die berittene Kriegskunst – mithin die Verteidigung der angestammten Wohngebiete gegen die Eindringlinge – die wichtigste Rolle beim kulturellen Wandel. Bis auf die Lule-Vilela-Stämme und die Chiriguano wurden alle Völker des südlichen Chaco seit der Mitte des 17. Jahrhunderts zu gefürchteten Reiterkriegern, die ihr Wirkungs- und Einzugsgebiet mit Hilfe des Pferdes deutlich erweitern konnten. Bekanntestes Beispiel sind die Abiponen, die wahrscheinlich schon vor 1600 mit der Nutzung des Pferdes begannen.

#### Nord-Chaco
Im nördlichen Gran Chaco (heute Nordwest-Paraguay und Südost-Bolivien), wo der Baumbewuchs Richtung Amazonien immer dichter wird, sah die Situation anders aus. Hier blieben viel mehr Stämme „Fuß-Indianer“, so die Ethnien der Mascoi-Sprachen, die Toba (Qom), Wichí (Mataco), Aché, Tapieté, verschiedene Guaraní-Gruppen, Ayoreo und Chiquitanos. Viele von ihnen lebten vom Feldbau und der koloniale Druck blieb noch lange Zeit eher gering, so dass das Pferd auch demzufolge nur geringe Vorteile gebracht hätte. Erst in der zweiten Hälfte des 17. und im 18. Jahrhundert erwarben einige von ihnen (etwa die Zamuco-Chamacoco) unregelmäßig, zeitweilig oder in geringfügiger Zahl Pferde.
Die nordöstlich nahe der heutigen Grenze nach Brasilien lebenden Guaycurú-Ethnien der Mbayá (spätere Kadiweu) und ihre Nachbarn, die Terena, wurden hingegen im 17. Jahrhundert zu Reiterkriegern wie die Stämme des Südens. Die Mbayá, in deren Selbstverständnis Körperbemalung den Unterschied zwischen Menschen und Tieren markiert, bemalten die Körper ihrer Pferde in ähnlicher Weise wie ihre Frauen und Sklaven und integrierten sie damit in ihr streng hierarchisch klassifiziertes Gesellschaftswesen.

### Pampas, Araukanien und Patagonien

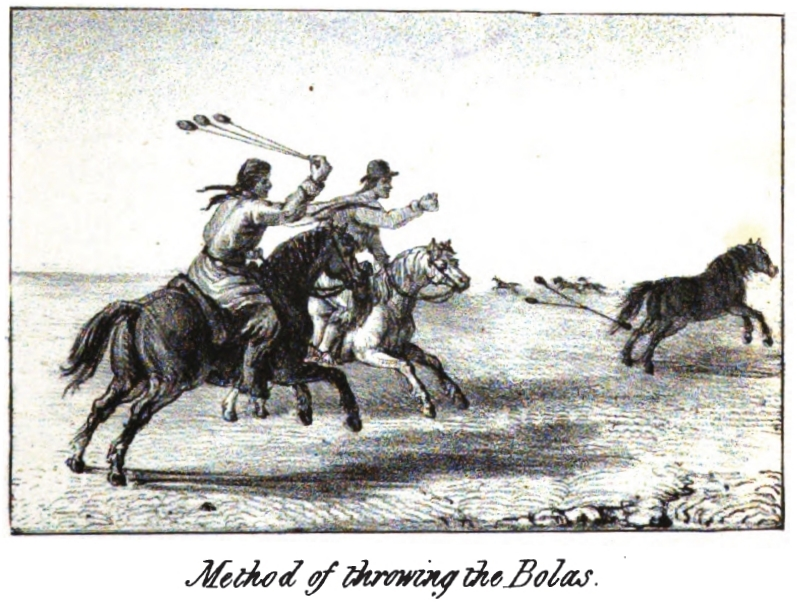
Einfangen eines Pferdes mit Hilfe der Bolas

Südlich des Gran Chaco – in den riesigen Gras- und Trockensteppen, Savannen und Halbwüsten – breiteten sich die „Cimarrones“ rasant aus. Bereits 44 Jahre nach der ersten Gründung von Buenos Aires (1536) wurden verwilderte Pferde an der Magellanstraße vor Feuerland gesichtet. Die Entstehung von Reiterkulturen unter den Völkern dieses Raums spielte sich hier in drei voneinander differenzierbaren, allerdings eng miteinander kommunizierenden und vernetzten Arealen ab: westlich der Anden in Araukanien (Westpatagonien); in der Pampas-Region südlich von Buenos Aires und im südlicheren (Ost-)Patagonien.

#### Pampas-Indianer

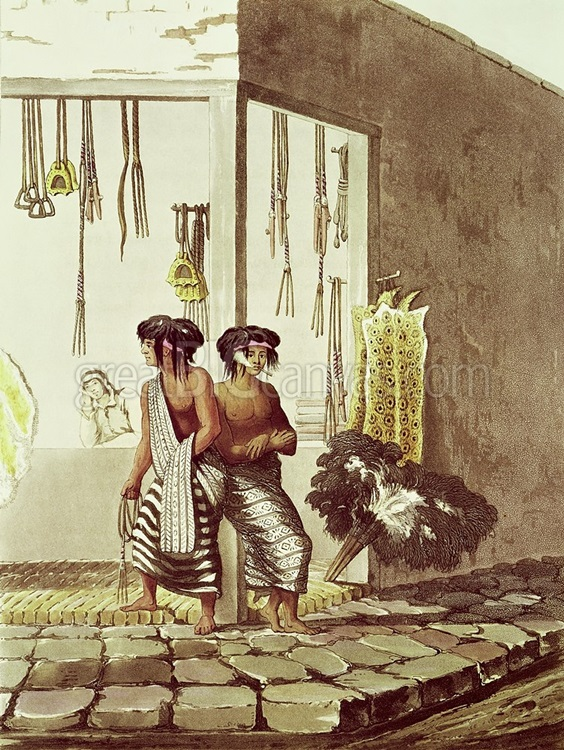
Pampas-Indianer in Buenos Aires vor einem Geschäft für Reitzubehör (um 1820)

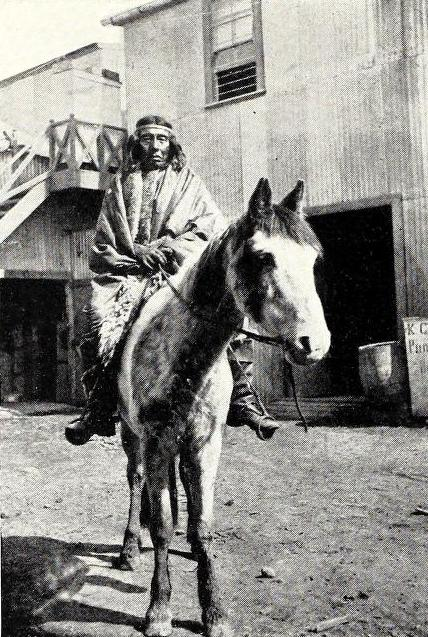
Reiter in Patagonien, 1904

In der Pampa um den Río de la Plata gerieten die dortigen Ethnien Anfang des 16. Jahrhunderts mit den spanischen Konquistadoren der La-Plata-Kolonie in Konflikt. Sie waren Jäger und Sammler, die unter anderem Guanakos und Nandus jagten, sowie Meeresfischer und Muschelsammler an den Küsten. Vermutlich lernten auch die Het und die Charrúa östlich des Uruguay bereits Ende des 16. Jahrhunderts das Reiten. Insbesondere der Einsatz der Bola („Schleuderkugel“) durch berittene Jäger und Krieger erwies sich als ausgesprochen wirkungsvoll.
In der La-Plata-Region gab es neben den Het und Charrúa ursprünglich viele kleine wildbeuterisch lebende Stämme wie die Minuané, Yaró, Timbú, Corondá, Colastiné, Quiloazá und andere. Ihre geringen Gruppengrößen und die fehlenden Herrschaftsstrukturen (→ Akephalie) führten jedoch innerhalb von nur rund 100 Jahren zum Genozid der ursprünglichen Pampas-Indianer durch die Spanier. Die Übriggebliebenen gingen entweder in der Mestizenbevölkerung auf oder schlossen sich zu neuen Völkern zusammen. So bildeten sich etwa aus Teilen der Het sowie Bewohnern der Monte-Dornsavanne in den Sierras Pampeanas die Rankülche (span. Ranqueles).
Andere Reste der Het schlossen sich Anfang des 17. Jahrhunderts den Gennakenk-Tehuelche aus Nord-Patagonien an, die die Reiterkultur etwa seit dem Jahr 1600 von den Mapuche übernommen hatten. Dieser Kulturtransfer wird oft bereits als Beginn der sogenannten „Araukanisierung“ der Pampa und Patagoniens begriffen. Die nordostwärts in die vorher nahezu unbesiedelte Pampa expandierende „neue“ Ethnie, die bald den gesamten Raum beherrschte, wurde Puelche genannt. Die Pferdezucht, die Jagd auf Rinder und Wildtiere und die Teilnahme am Tausch oder Verkauf geraubter Waren waren ihre Subsistenzgrundlage. Mit dem dabei erworbenen Geld fanden europäische Güter schnell Eingang in die indigenen Kulturen, die sich oft zu straff organisierten Kazikentümern (Kazike = „Häuptling“) entwickelten. Zu Beginn des 18. Jahrhunderts hatten sich diese neuen Völker etabliert und kontrollierten den wirtschaftlichen Austausch im Grenzgebiet zwischen Chile und Argentinien. Dabei spezialisierten sich manche Gruppen: Die Pehuenche, ursprünglich Bergindianer, die die Andenübergänge beherrschten, bildeten mit Tehuelche- und Mapuche-Gruppen eine neue „Ethnie“ und wurden Zwischenhändler für Vieh, Salz und andere Rohstoffe und vor allem Ponchos; andere begingen Überfälle (sog. Malones) auf Handelsstationen oder Handelszüge oder erhoben Abgaben an Fernhandelsknotenpunkten.
Seit dem 17. Jahrhundert nahm der Druck durch die in der Provinz Buenos Aires konzentrierten kreolischen Kolonisten stetig zu, unter anderem traten unter den Indigenen bislang unbekannten Krankheiten auf. Im 18. Jahrhundert waren die Pampasvölker zugleich einer zunehmenden Araukanisierung durch zuwandernde Mapuche-Gruppen unterworfen, übernahmen großteils die Sprache Mapudungun und vermischten sich mit ihnen zu hybriden Clans. Diese Entwicklung kam während der südamerikanischen Unabhängigkeitskriege zu ihrem Höhe- und Endpunkt.
Im Rahmen der im letzten Drittel des 19. Jahrhunderts von den Streitkräften Argentiniens und Chiles geführten Indianerkriege kam es überall in den Ebenen zum Ethnozid (Zwangsintegration) oder Genozid (Ausrottung) der dortigen Indianervölker. Reste der Pampas-Indianer, die mit Ausnahme der Rankülche, Pehuenche und Mapuche-Tehuelche ihre indigene ethnische Identität heute oft kaum mehr pflegen, leben vor allem als Gauchos und Campesinos. Die ursprünglich in dem Gebiet gesprochenen indianischen Sprachen – auf Araukanisch zusammenfassend Puelche genannt – sind infolge der Araukanisierung seit 1934 erloschen.
Nach Angaben des evangelikal-fundamentalistisch ausgerichteten Bekehrungsnetzwerkes Joshua Project fühlen sich heute trotzdem immer noch 23.000 Menschen als Pampas-Indianer. Davon bekennen sich 65 Prozent zum Katholizismus und angeblich gehören noch 35 Prozent den traditionellen Religionen an. Dabei kann es sich aufgrund der nahezu vollständigen Assimilierung in die Mehrheitsgesellschaft allerdings nur noch um Reste von überlieferten Ritualen handeln, die synkretistisch mit dem christlichen Glauben vermischt sind.

#### Araukaner

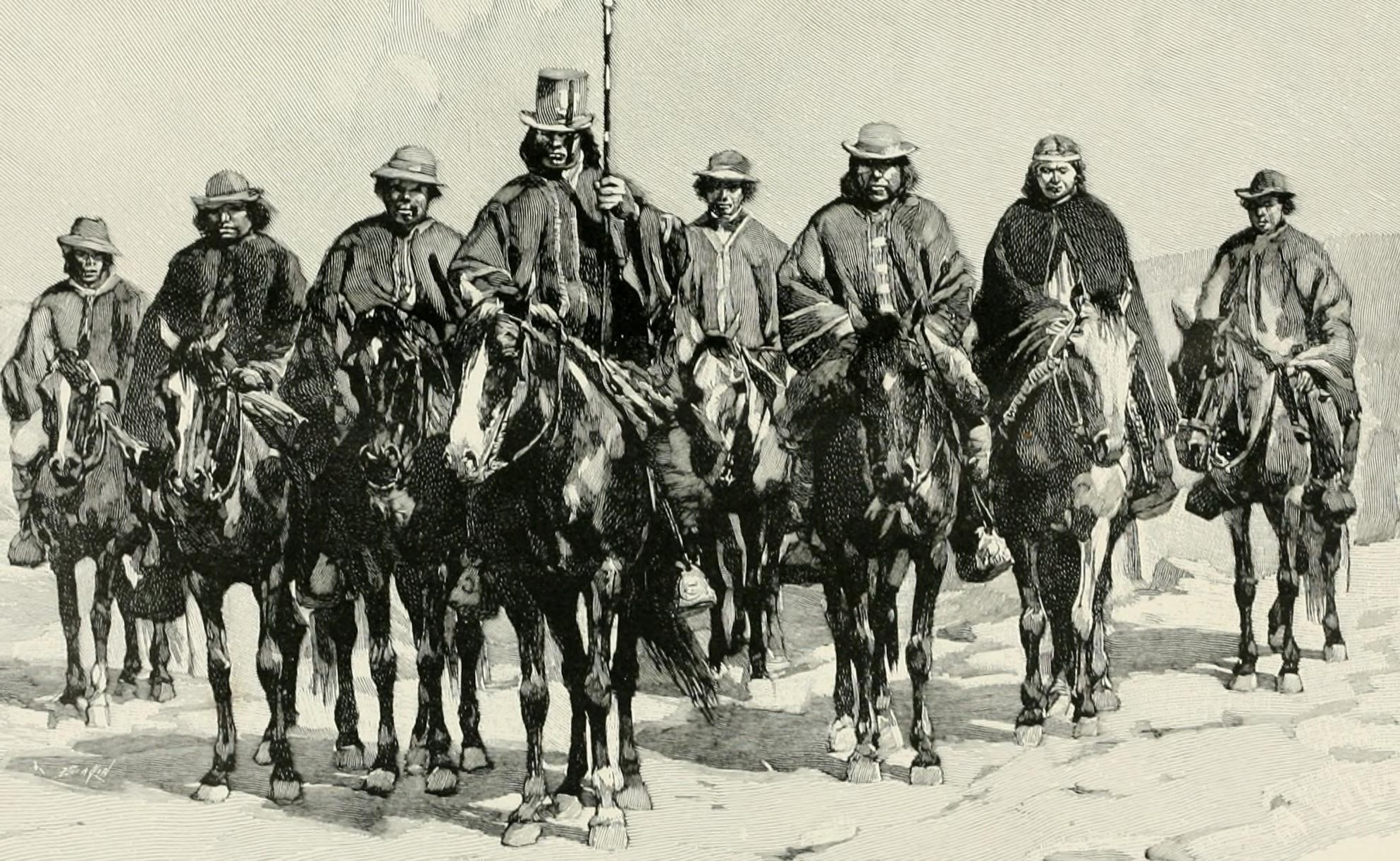
Die Araukaner oder Mapuche gelten als erste Reiternation der Region und hatten entscheidenden Einfluss auf die Entstehung der Reiterkulturen in der Pampa und Patagonien.

Die in Zentral-Chile lebenden Araukaner – eine Sammelbezeichnung, zu der neben den Picunche im Norden vor allem die eng verwandten Völker der Pehuenche im Bergland, der Mapuche im Zentrum und der Huilliche im Süden gerechnet wurden – trieben zum Teil bereits Feldbau, als die Spanier sie 1536 erstmals erreichten. Die Mapuche übernahmen sehr schnell das Pferd durch systematischen Diebstahl und erlernten das Reiten und die Zucht der Tiere, um sich so wirksam gegen das Vordringen der Invasoren zu wehren. Innerhalb weniger Jahrzehnte entwickelten sie eine straff militärisch organisierte Reiterkultur, die sich als antikolonialer Gegenstaat etablierte, der jahrhundertelang bestand. Die Araukaner zogen in späterer Zeit immer häufiger über die Anden nach Osten, um dort große Herden Rinder, Pferde und Schafe zu halten.
In den Unabhängigkeitskriegen erkannte Chile die Unabhängigkeit der Mapuche 1825 ausdrücklich an, andererseits kämpften viele Mapuche mit den letzten Royalisten gegen den neuen Staat. Im Rahmen der 1861 ausgerufenen Kampagne zur „Befriedung“ (Pazifikation) Araukaniens, in Wahrheit ein expansiver Vernichtungskrieg, wurde das Mapuche-Gebiet gewaltsam an Chile angegliedert und bis 1883 endgültig unterworfen. Anschließend wurde der Süden Chiles und damit die bislang von Mapuche und Huilliche bewohnten Gebiete massiv von neuen Einwanderern aus Europa, die zum beträchtlichen Teil aus deutschsprachigen Ländern stammten, besiedelt. Das Ende der eigenständigen Reiternation war besiegelt und die verbliebenen Mapuche mussten große Teile ihrer angestammten Siedlungsräume verlassen und wurden in verhältnismäßig kleinen Reservaten konzentriert, wo sie infolge der räumlichen Enge häufig kein Auskommen fanden. Verarmung, Kriminalität, soziale Konflikte mit den europäischen Neuansiedlern und schließlich Abwanderung in die Städte waren die Folge.

#### Tehuelche

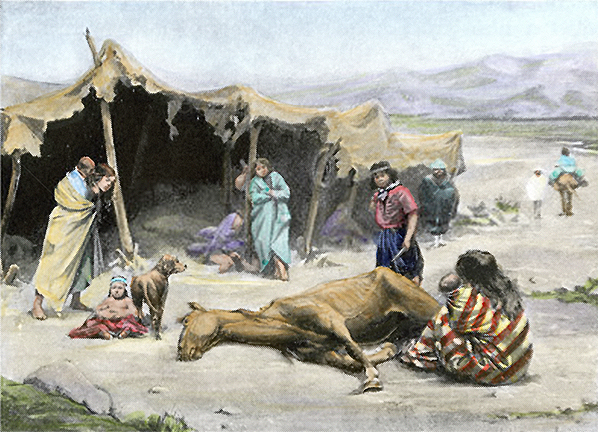
Wenn bei Puelche und Tehuelche ein Junge geboren wurde, schlachtete man eine Stute und hielt den Neugeborenen in deren geöffnete Brust. Damit glaubte man, das Kind würde ein guter Reiter werden.

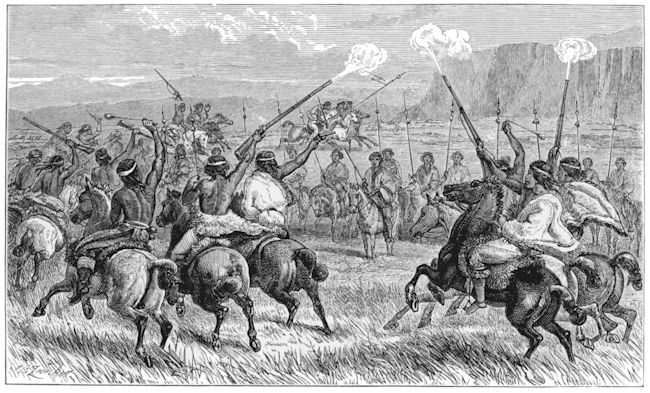
Begrüßung zwischen verbündeten Mapuche und Tehuelche

Spätestens um 1560 erschienen die ersten verwilderten Pferde in Patagonien bei den Stämmen der südlichen Tehuelche, die dort in kleinen Gemeinschaften vom Jagen und Sammeln lebten. Dort bestand jedoch noch kein kolonialer Druck, so dass sie im Norden Patagoniens noch mindestens 100 Jahre und im äußersten Süden gar weit über 200 Jahre lang nur als zusätzliche Nahrungsquelle dienten. Überdies blieb die Anzahl der Rinder und Pferde dort aufgrund der halbwüstenartigen Vegetation deutlich geringer als in den Pampas.
Während die nördlichen Tehuelche bereits zu Beginn des 17. Jahrhunderts mit Araukanern und Mapuche in engem Austausch standen und deren Einflüsse aufnahmen ( → Pampas-Indianer), breiteten sich diese im südlichen Kernland Patagoniens erst nach 1670 aus und machten nun auch die dort lebenden Menschen mit dem Nutzen des Pferdes als Reit- und Lasttier vertraut. Seitdem kam es häufig zu Bündnissen araukanischer Gruppen mit Tehuelche, deren Sozialstrukturen sich anglichen und wie bei ihren nördlichen Nachbarn tendenziell von herrschaftsfreien Strukturen in das von manchen Forschern als Kazikenherrschaft bezeichnete Modell wandelten.